# Кам'яний корабель

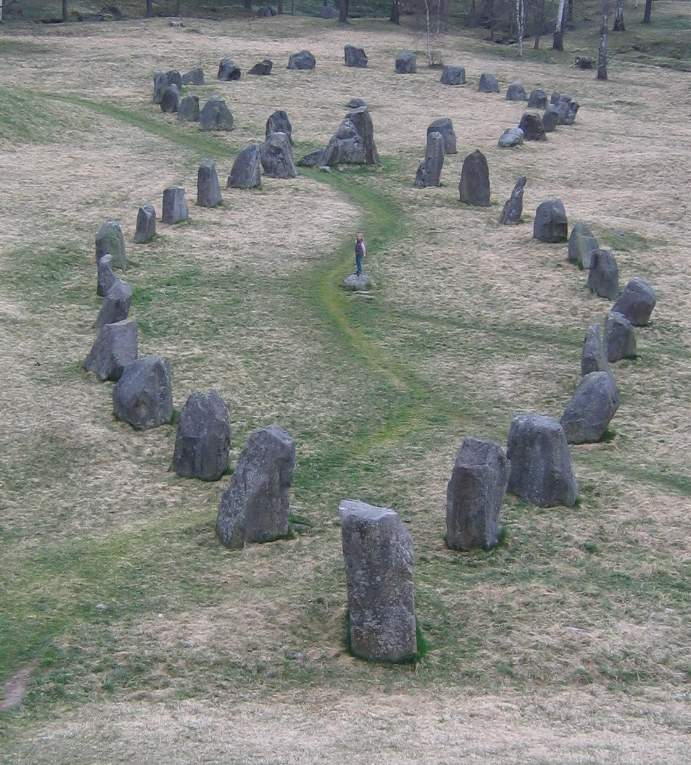
Подвійний кам'яний корабель на кургані Анунда (Anundshög) у Швеції.

Кам'яний корабель — тип поховання, поширений в Скандинавії, Північній Німеччині та країнах Балтії в період між 1000 роком до н. е. до 1000 року нашої ери. Могилу чи місце трупоспалення оточували контуром з кам'яних брил у формі човна чи корабля. Розміри кам'яних кораблів коливались від кількох метрів до мегалітичних споруд довжиною до 170 метрів.

## Історія

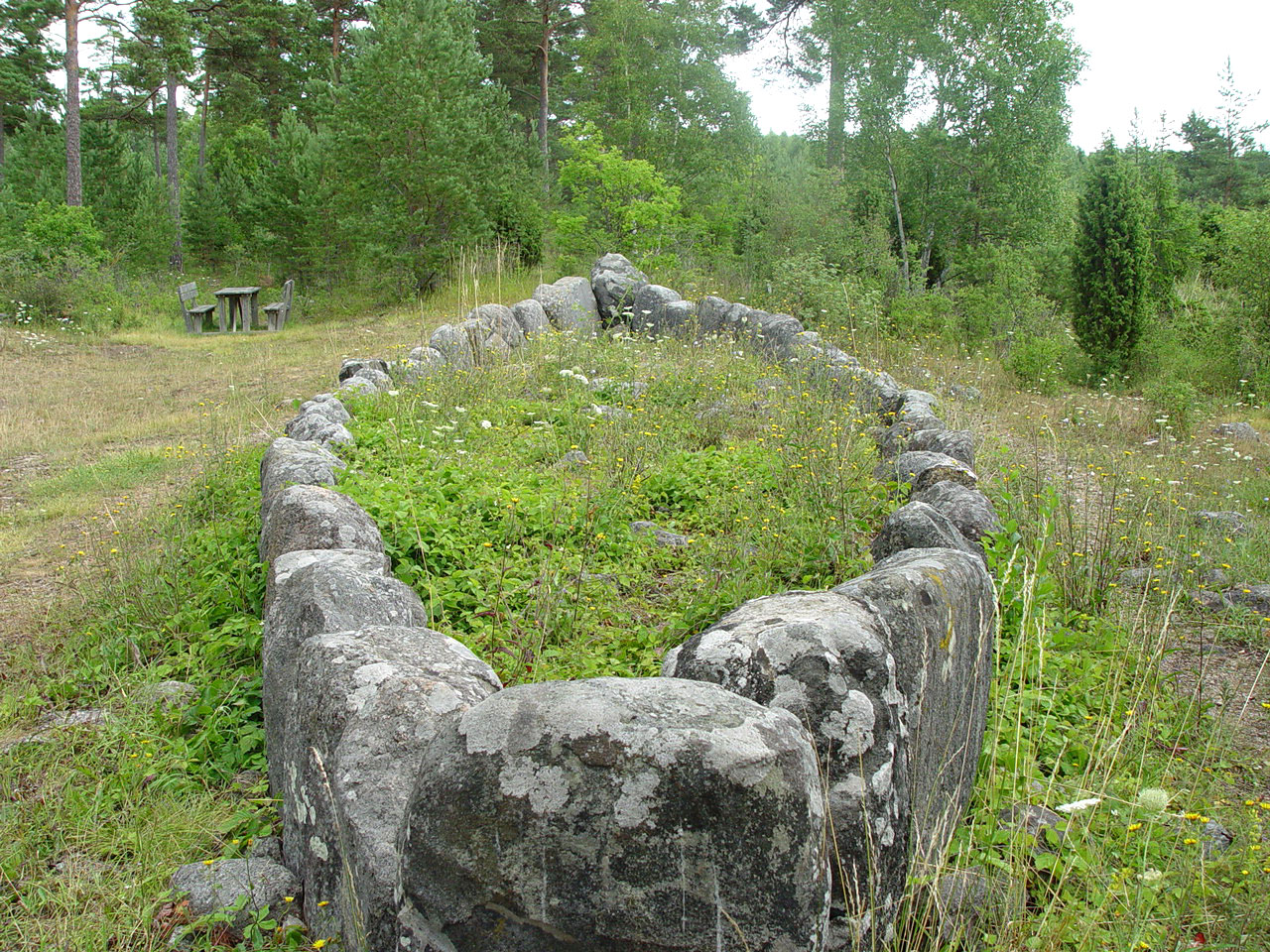
Кам'яний корабель на о. Готланл

Хоча найбільші і найдавніші «кам'яні кораблі» відносяться до скандинавської пізньої бронзової та ранньої залізної доби (близько 1000-500 рр. до н. е., наприклад, на Готланді), їх продовжували споруджувати й в наступні періоди — під час німецької залізної доби, вендельського періоду і навіть в добу вікінгів (800-1150 рр. н. е., наприклад у шведських ландскапах Блекінге та Сканія).
Більшість кораблів зустрічаються в районі Балтійського моря. Найбільші, старі та численні розташовані в Данії та Швеції (переважно у південних провінціях). У ландскапі Смоланд їх близько сотні. Дуже багато їх у Сконі та на острові Готланд, де їх близько 350. На Готланді зустрічаються кораблі до 47 метрів у довжину, але використані камені рідко вищі за 1,5 метра. У Борнгольмі колись існувало до 50 таких «кораблів».
«Кам'яні кораблі» також зустрічаються в Норвегії та Фінляндії (Аландські острови). Окремі «кам'яні кораблі» зрідка зустрічаються на узбережжі Північної Німеччини та у країнах Балтії (де їх називають «кораблі диявола»).

## Опис

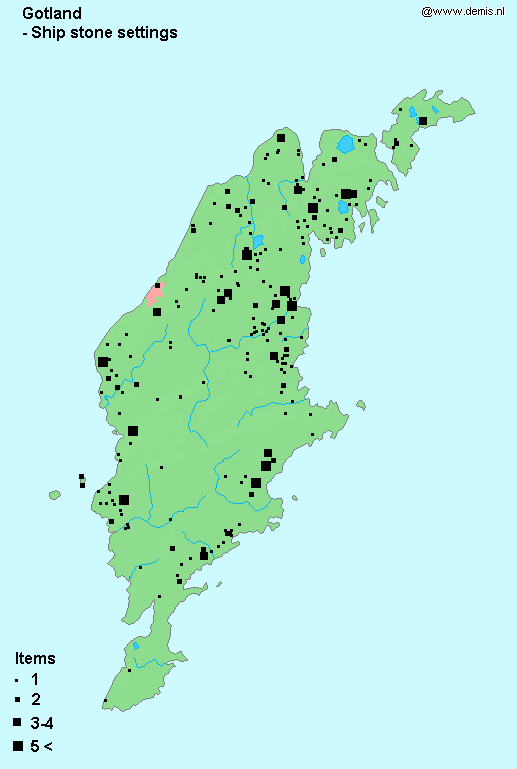
Розташування кам'яних кораблів на острові Готланд, Швеція

Кам'яні кораблі були раннім звичаєм поховання, характерним переважно для скандинавських країн, але вони також іноді зустрічаються в Північній Німеччині та країнах Балтії. Могилу або трупоспалення оточували щільно або нещільно підігнаними плитами чи камінням у вигляді контуру корабля. Кам'яними кораблями позначались переважно поховання, але іноді вони знаходяться далеко від будь-яких інших археологічних останків.
Кам'яні кораблі мають різні розміри, деякі досягали справді монументальних форм. Найбільшим із відомих є майже зруйнований кам'яний Єллінзький корабель у Данії, який мав щонайменше 170 метрів завдовжки. У Швеції розмір коливається від 67 метрів (Ельські камені) до лише кількох метрів. Орієнтація також різна. Всередині вони можуть бути вимощені або заповнені камінням, або мати вертикально встановлені камені на місцях щогл. Ілюзія кораблів часто посилювалася більшими камінням на кінцях. Деякі мають косу корму.
Думки призначення кам'яних кораблів різняться. Одні вчені припускають, що кам'яний корабель виник через бажання оснастити мертвого всім, що він мав за життя, тоді як інші альтернативно припускають, що він був пов'язаний із подорожжю до світу мертвих Гельгейм. Однією з незвичних особливостей є те, що кам'яні кораблі іноді зустрічаються біля основи поховального кургану, оточуючи пласку ділянку, імовірно призначену для публічних церемоній.
У статті, опублікованій у 2012 році, Джозеф С. Гопкінс і Хаукур Торгейрссон припускають зв'язок між кам'яними кораблями та зображенням «корабля в полі», яке створюють місця загробного життя богині Фрейї Фолквангр і Сессрумнір, якщо їх розглядати разом. Згідно з їх припущенням, «Корабель у полі» в міфічному царстві міг бути задуманий як відображення фактичних звичаїв поховання, і навпаки. Цілком можливо, що символічний корабель вважався таким, що надає землі якусь корисну властивість, таку як хороші пори року та мир, принесений курганним похованням Фрейра в «Сазі про Інглінгів».

## Відомі кам'яні кораблі

### Данія
- Бекке, Данія. 800 м на північ від Бекке знаходиться 45-метровий корабель доби вікінгів.
- Єллінзький корабель. Під південним курганом у Єллінгу, Данія, який асоціюється з королевою Тірою, були знайдені останки гігантського кам'яного корабля доби вікінгів, на сьогодні найбільшого з відомих: 170 або навіть 354 метрів завдовжки.
- Кертемінде-фіорд, Данія, 20-метровий корабель доби вікінгів.
- Altes Lager, анклам, НімеччинаAnundshögЛейре, Данія. Приблизно 80-метровий корабель із 28 каменів. Корабель був розібраний власником земельної ділянки у 1921 році, але деяким місцевим жителям, зацікавленими історією, вдалося врятувати каміння вікінгів.
- Лінгольм Хейя біля Ольборга, Данія. Найбільша концентрація добре збережених кам'яних кораблів[4].
- Главендрупський камінь містить найдовший рунічний текст у Данії та є частиною кам'яного корабля, розташованого в похованні Главендруплунден на півночі острова Фюн. Кам'яний корабель був побудований навколо кургану епохи бронзи.

### Швеція
- Блумсгольм, ШвеціяAle's Stones — кам'яне судно на півдні Швеції. Має 67 метрів завдовжки та 19 м завширшки.
- Подвійний кам'яний корабель на кургані Анунда (Anundshög від давньоскандинавського haugr, курган) має загальну довжину 100 метрів, а один із кораблів 25 метрів завширшки. У цьому ж районі є кілька менших кам'яних кораблів.
- Аскеберзький кам'яний корабель — другий за величиною кам'яний корабель Швеції, розміром 55 метрів завдовжки. Однак він є найвидатнішим, оскільки складається з 24 величезних брил, вагою близько 25 тонн кожен.
- Velna laiva в Білаву, Курляндії.Блумсгольмські кам'яні кораблі. Кам'яний корабель у Бломсхольмі біля Стремстада в ландскапі Богуслен має понад 40 метрів у довжину і складається з 49 великих менгірів. Нос і корма позначені каменями до 4 метрів заввишки. У цьому районі є ще кілька великих мегалітів.
- Поле могил Гетлінге, Еланд, Швеція.[5]
- Поле могил Хультерстад, Еланд, Швеція, включає загалом 170 місць поховання.
- Могила Тьєлвара у Боге, згідно з легендою, могила міфічного першовідкривача Готланду Тьєльвара, датована бл. 750 до нашої ери.

### Німеччина
- Altes Lager поблизу Анклама, Західна Померанія, Німеччина. Кам'яні кораблі датуються IX століттям.

### Естонія
- Подвійний кам'яний корабель Люлле на острові Сааремаа з кораблями довжиною 7,5 і 6 метрів і завширшки 2 метри, що датується приблизно 900 р. до н. е.
- Кам'яний корабель Вяо, який був покритий пізнішими кам'яними могилами.

### Латвія
- «Velna laivas» (диявольські кораблі) переважно в Талсинському краї (північна Курляндія), датований бл. 950–750 до нашої ери.